# Ludvík Purm
Ludvík Purm, také Ludwig Purm (24. června 1885 Rumburk – 12. srpna 1953 Varnsdorf), byl důstojník rakousko-uherské armády, od roku 1916 příslušník letectva téže armády.

## Život
Narodil se v rodině celního úředníka Wenzela (nebo také Václava) Purma, Matka Anna, rozená Freundová, pocházela z česko-německé rodiny židovského původu. Při sčítání obyvatelstva oba rodiče uváděli jako svojí obcovací řeč němčinu, náboženské vyznání uváděli římskokatolické. Purmovi měli 5 dětí, z toho 4 syny a jednu dceru, která se po vydání norimberských zákonů stala obětí holocaustu.
Ludvík Purm vystudoval 5 tříd reálného gymnázia a čtyřletou kadetní školu v Praze na Mariánských hradbách, na Hradčanech, kde byl vyřazen v roce 1904 v hodnosti praporčíka (německy fähnrich). V letech 1905 až 1908 sloužil u 91. pěšího pluku v Českých Budějovicích. V roce 1906 byl povýšen na poručíka, v letech 1908 až 1914 sloužil u I./91 praporu v jižní Dalmácii. V roce 1912 byl povýšen na nadporučíka. Po vypuknutí první světové války se v rámci I./91 praporu zúčastnil bitev na Soči. Dne 1. července 1915 byl Purm povýšen na setníka (kapitána, německy hauptmann).
V roce 1916 byl u náhradního praporu 91. pěšího pluku v Bruck an der Leitha, kde si dne 29. ledna 1916 podal žádost o zařazení k letectvu. Po dvouměsíčním výcviku nastoupil jako pozorovatel k 22. letecké peruti (Flik 22), se kterou byl nasazen na ruskou frontu. Dne 5. července 1916 si podal žádost o zařazení k do pilotního výcviku. Po absolvování výcviku byl dne 1. prosince 1916 jmenován velitelem jedné z četných pilotních škol (Flek 14) na letišti Rajlovac u Sarajeva. Od 14. dubna do 28. července velel 23. letecké peruti (Flik 23), která operovala na italském bojišti. Od srpna 1917 byl zařazen po dobu 8 měsíců k Fliegerarsenalu ve Fischamendu. Od března 1918 do května 1918 velel letecké peruti 41J (Flik 41J). Od května 1918 Purm velel 9. letecké peruti (Flik 9J) v Ospedalettu. U této peruti působilo rakousko-uherské pilotní eso – poručík Alois Rodlauer (1897–1975), který v první světové válce údajně získal 5 vzdušných vítězství.
Po ukončení první světové války byl Ludvík Purm ve výslužbě, jako důstojník československé armády v záloze. Dne 2. května 1927 složil na Posádkovém velitelství Rumburk jazykovou zkoušku z úředního jazyka – češtiny. Zaměstnán byl zprvu v textilní továrně Moritze Schnitzera, vzdáleného příbuzného z matčiny strany, ve Varnsdorfu. V září 1921 se oženil s Marthou Schnitzerovou (1894–1985) dcerou majitele továrny. Měli spolu tři dcery, každá se později hlásila k jiné národnosti; Hana k židovské, Anna k české a Markéta k německé. Ve 20. letech 20. století se stal prodejcem automobilů a motocyklů. Druhou světovou válku strávil na Slovensku. Po válce měl být i s rodinou vystěhován z Varnsdorfu v rámci vysídlení Němců z Československa, po několika jednáních bylo jemu a jeho rodině povoleno zůstat v Československu. Po 2. světové válce pracoval u strojírenské firmy Raupach, později v tzv. Armaturce.

## Vyznamenání
- Řád železné koruny 3. třídy s válečnou dekorací a meči[1]